# Vihuela

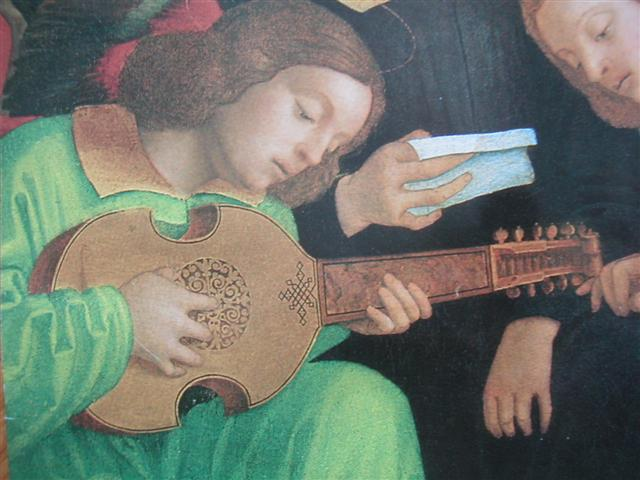
Vihuelaspelare (trakterande varianten vihuela de mano)

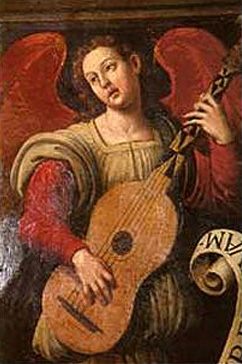
en större vihuela, för basstämman

Vihuela är ett tidigt gitarrliknande stränginstrument vanligtvis med tolv parvis stämda strängar. (inte att förväxlas med den femsträngade moderna mexikanska vihuelan).

## Historia
I renässansmusiken och i tidig barock förekom ett flertal sinsemellan ganska lika stränginstrument, men vihuelan betraktas som besläktad med gamban, (som har sina rötter i främre Orienten). Den har en flat resonanslåda (till skillnad från till exempel lutans rundade). De första omnämnandena kommer från Aragonien i medlet av 1400-talet, och det finns en bild från 1536 som ser ut att föreställa en vihuela. Den började förekomma allmänt i Spanien på 1600-talet och var i slutet av 1600-talet ett av de vanligaste instrumenten. Det fanns också varianter som var vanliga i Italien och Portugal, som den som kallades vihuela de mano. De olika varianterna skiljde sig närmast genom speltekniken; de mano ("manuell") knäpptes med fingrarna, de penola spelades med plektrum, och de arco ("båge") med stråke. I dag existerar det tre exemplar i världen bevarade av ursprunglig vihuela (jämfört med hundratals lutor och violiner) samt ett instrument som är omdiskuterat huruvida det är en vihuela eller nånting annat, så dagens ensembler för ursprunglig musik har väldigt litet att gå efter vid tillverkning av repliker. De existerande instrumenten är mycket konstfärdigt framställda, med intrikata intarsiamönster och lövsågningsdekorationer, så de har uppenbarligen varit högt värderade av sina ägare. Vihuelan anses vara föregångaren till dagens klassiska gitarr, via barockgitarren.

## Konstruktion
Det fanns vihuelas i olika former och storlekar, men gemensamt hade de alla att de var hoplimmade av många trästycken, i motsats till tidigare stränginstrument som ofta var urgröpta ur ett enda stycke. Som en trend förefaller de tidigaste ha haft en skarp "midja", ungefär som dagens violin, men ganska snart ha övergått till en mer rundad "kvinnlig" midja, som dagens gitarr. Klanghålet har förekommit både i mitten, som på lutan, men också symmetriskt på bägge sidor om strängarna. Strängarna var gjorda av tarm från smådjur. Stallets infäste ser ut att också ha varierat inom vida gränser. I Ensembler med flera instrument har det funnits olika storlekar för att variera klangfärgen i olika tonregister.

## Musik för vihuela

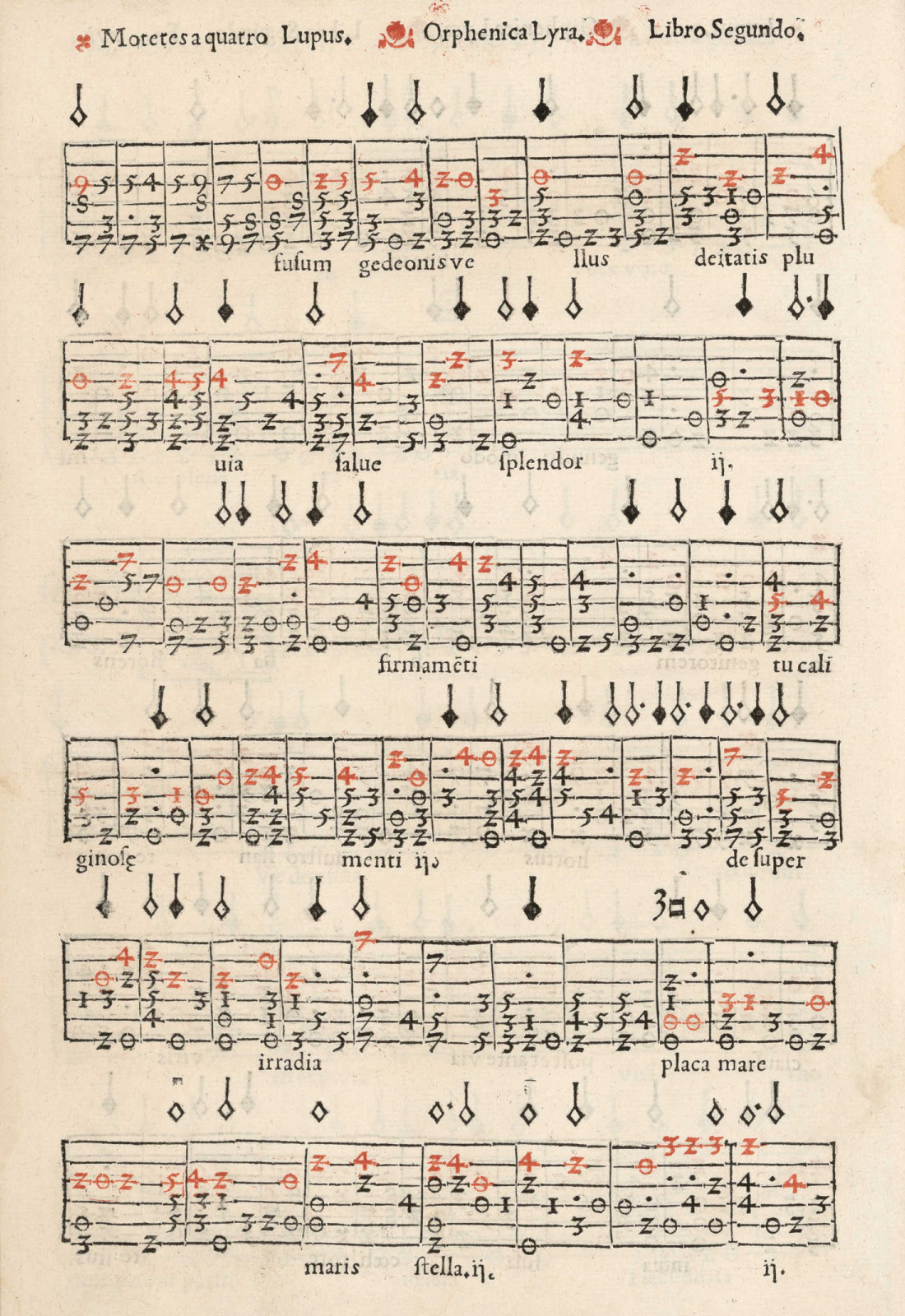
tabulaturnoter för vihuela från 1554, av Miguel de Fuenllana

Det finns bevarade sju olika notsamlingar med musik för vihuela. De tidigaste från 1536 av Luis de Milán. Bilden till höger visar ett blad av Miguel de Fuenllana från 1554. Noterna är i form av tabulatur, och vokalstämman är framställd i rött. I de faksimilversioner av noterna som cirkulerar, är de för det mesta framställda i svartvitt, så den detaljen framgår inte, och det har förorsakat åtskilligt bryderi. Framåt tidigt 1700-tal försvann småningom vihuelan ur bruk, samtidigt som den komplexa polyfona musik som den sammanknöts med blev omodern. I Latinamerika förekom den som längst, och därifrån finns också de flesta bevarade instrumenten. Som kuriosa kan nämnas att ett av dem, från Quito i Ecuador, sägs ha trakterats dagligen av den helgonförklarade sankt Mariana och varit ett väsentligt inslag i hennes liv. Därför har den fått status av relik, och blivit bevarad.